# Eventos combinados no tênis
Os eventos combinados no tênis são torneios, masculinos e femininos, que acontecem na mesma semana e complexo esportivo.
Atualmente (em 2024), são doze cidades que abrigam eventos combinados nos circuitos de elite:
- Adelaide;
- Brisbane;
- Cincinnati;
- Eastbourne;
- Hamburgo;
- Indian Wells;
- Madri;
- Miami;
- Montreal/Toronto;
- Roma;
- 's-Hertogenbosch.
- Washington.

Além dos quatro majores:
- Australian Open;
- Torneio de Roland Garros;
- Torneio de Wimbledon;
- US Open.

E, de quatro em quatro anos:
- Jogos Olímpicos de Verão

## Exceção
Apesar de ser realizado em cidades diferentes, Montreal/Toronto, sob o nome genérico de Canadian Open (comercialmente, possui denominações diferentes), entra na lista, pois é considerado um torneio "virtualmente" combinado. Desde o começo dos anos 1980, adotou o rodízio de cidades, em que a ATP joga em uma sede, e a WTA, no outro, invertendo a ordem no ano seguinte.